# Leif Jenssen
Leif Gøran Jenssen (ur. 19 marca 1948 we Fredrikstad) – norweski sztangista. Złoty medalista olimpijski z Monachium.
Brał udział w trzech igrzyskach olimpijskich (IO 68, IO 72, IO 76). W 1972 po złoto sięgnął w wadze lekkociężkiej do 82,5 kilograma. Był równocześnie złotym medalistą mistrzostw świata w 1972. Ponadto trzykrotnie zdobywał srebrne medale mistrzostw świata, w 1970, 1971 i 1974. Pobił jeden oficjalny rekord globu.